# Befestigungsanlage Am Winterhafen (Linz)

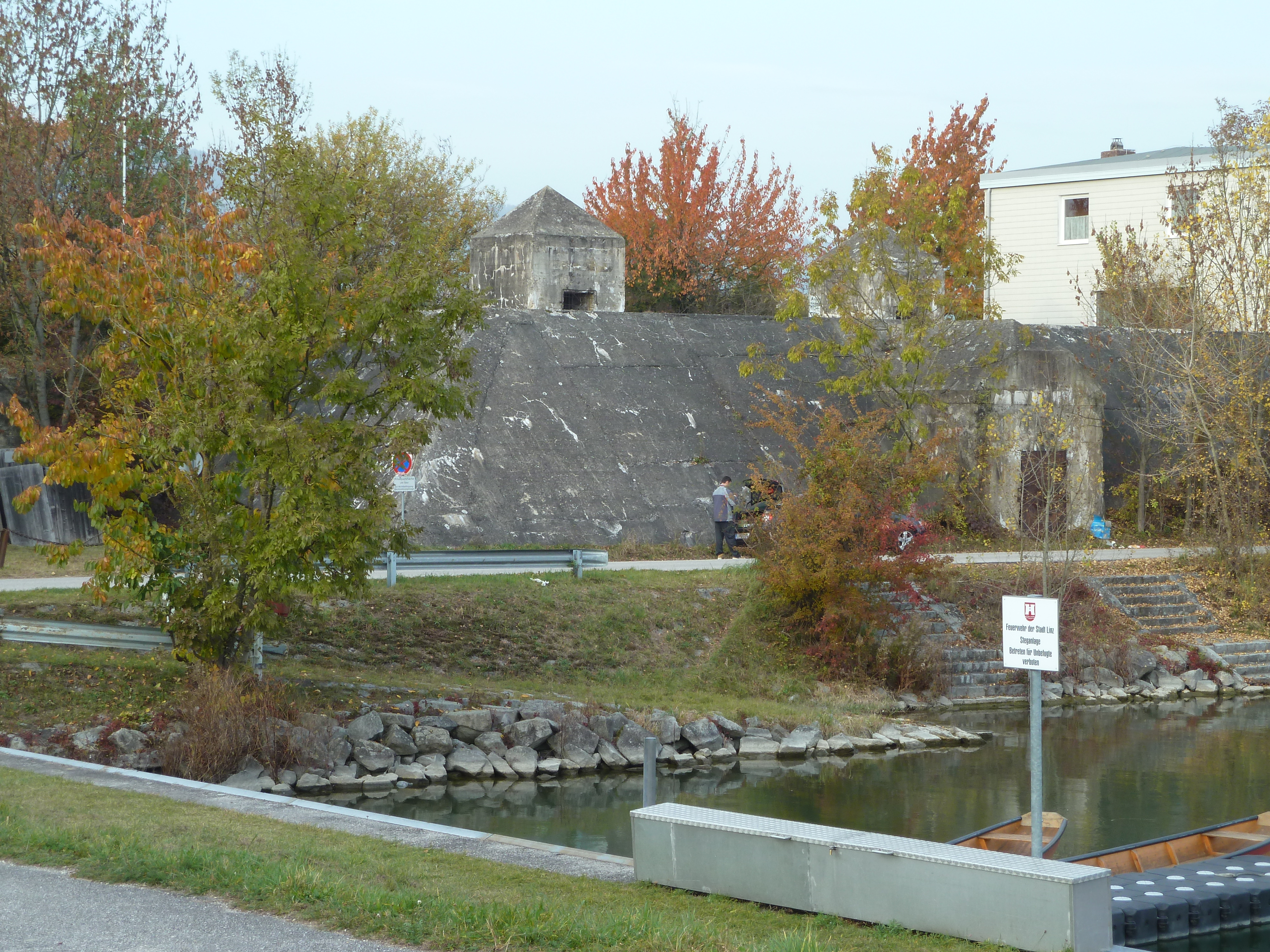
Luftschutzbunker

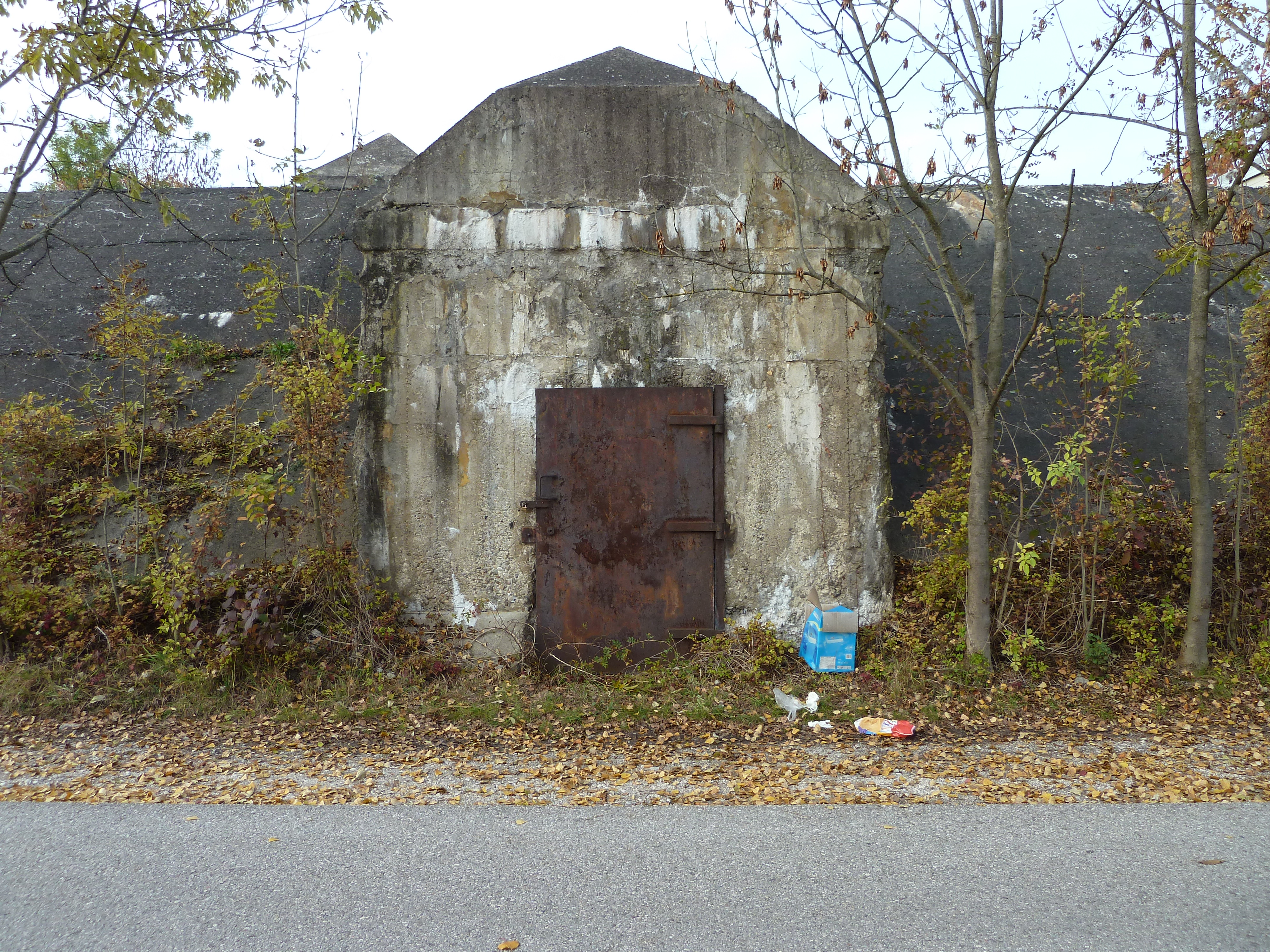
Zugang zum Luftschutzbunker

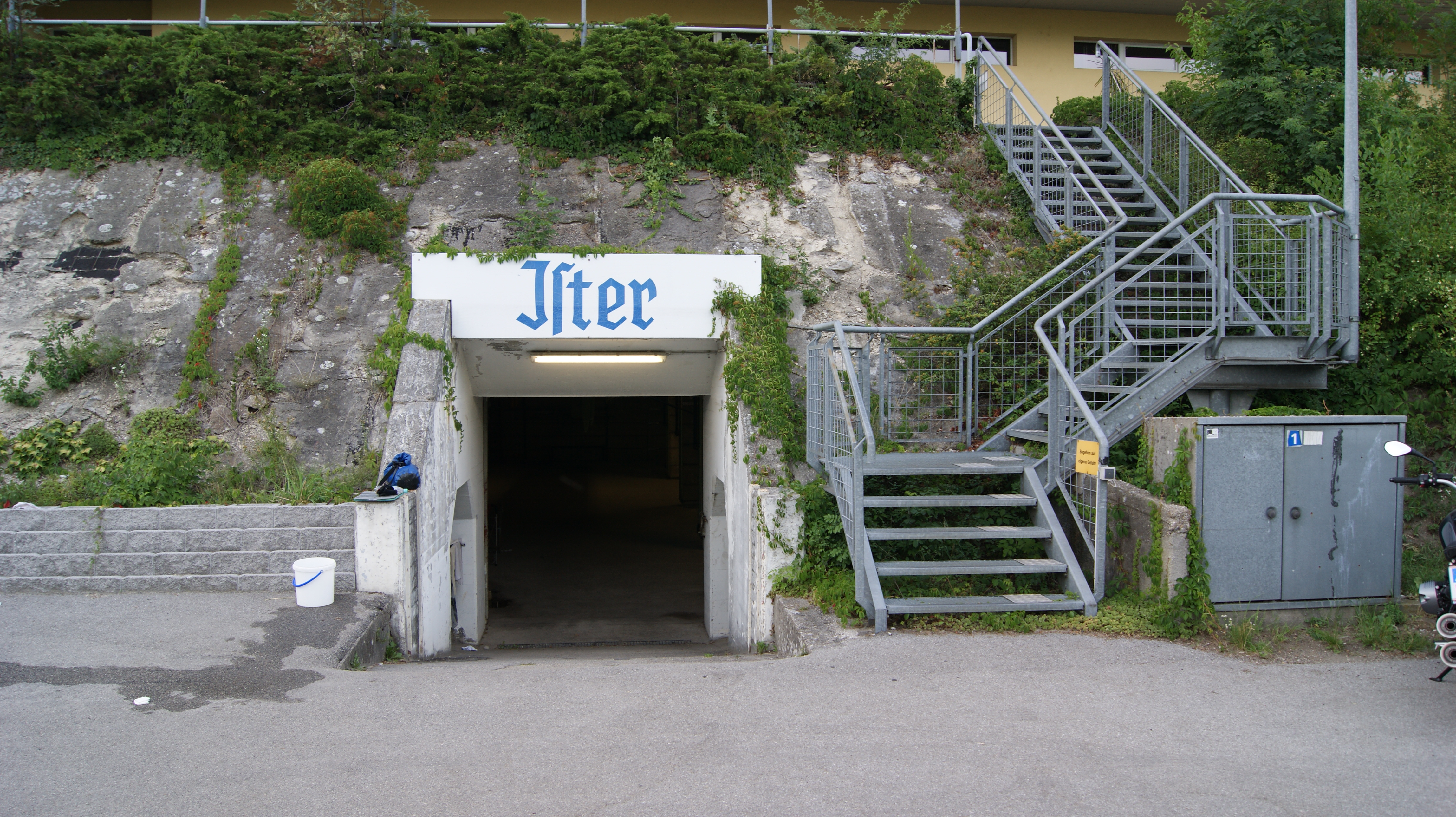
Ein Zugang zum Luftschutzbunker des Ruderbootvereins Ister

Die Befestigungsanlage Am Winterhafen in Linz im Ortsteil Lustenau ist Teil von Schutzanlagen vor Luftangriffen im Zweiten Weltkrieg. Diese wurden in den Deich zwischen Winterhafen und Donau eingebaut. Der zentral sichtbare Bunker am Beginn des Winterhafens ist ein Luftschutzbunker und die ganze Anlage ist denkmalgeschützt (Listeneintrag). Die Anlage besteht aus einem Luftschutzbunker, mehreren Treibstoff- und Schmierölbunkern, Werkstätten sowie Bewachungseinrichtungen (Gebäude) der ehemaligen Donauflottille. Die Geschichte dieser Befestigungsanlagen in Linz ist noch weitgehend unerforscht und es wurde nur wenig hierzu publiziert.

## Lage
Der Winterhafen und die Befestigungsanlage befindet sich in einem  ehemaligen Seitenarm südlich der Donau, knapp unterhalb der VÖEST-Brücke, und ist Teil des Hafenviertels des Stadtteils Lustenau der oberösterreichischen Landeshauptstadt Linz. Der Winterhafen hat eine Länge von rund einem Kilometer und eine Breite von zwischen etwa 60 und 150 Metern. Gesamt etwa 6,5 Hektar Wasserfläche. Die Befestigungsanlagen sind zum Winterhafen ausgerichtet und auf die ganze Länge zwischen der Donau und dem Hafenbecken des Winterarms verteilt.

## Geschichte
Ende des 19. Jahrhunderts wurde im Zuge der Regulierung der Donau der Winterhafen weitgehend in seiner heutigen Form geschaffen, um die Donauschiffe vor Eis zu schützen. Sowohl im Ersten Weltkrieg als auch im Zweiten Weltkrieg war der Winterhafen ein Marinestützpunkt. Die heute noch sichtbaren Befestigungsanlagen wurden im Zweiten Weltkrieg errichtet. Zum Bau der Befestigungsanlagen wurden auch bestehende Gebäude abgerissen. Inwieweit Zwangsarbeiter und KZ-Häftlinge für den Bau eingesetzt wurden, wurde noch nicht vertieft untersucht. Es wurden solche zum Bau anderen Befestigungsanlagen in Linz nachweislich gezwungen.
In der 1840 gegründeten Schiffwerft im Winterhafen wurden während des Zweiten Weltkriegs U-Boote, Schnell-, Räum- und Minensuchboote nach deren Überstellung von Nord- und Ostsee für den Einsatz im Schwarzen Meer aus- und aufgerüstet (waffentechnische Einsatzfähigkeit).
Nach dem Ende des Zweiten Weltkriegs wurden die Befestigungsanlagen von Ruderklubs und Motorsportvereinen verwendet und unter anderem zu Bootshäusern adaptiert, die heute noch bestehen.

## Zweck
Diese Befestigungen dienten während des Zweiten Weltkriegs der Lagerung bzw. Verladung von Treibstoffen und Schmiermitteln für die Kriegsschiffe. Hier war der Hauptliegeplatz der Donauflottille, die ein kleiner Teilverband der deutschen Kriegsmarine war. Im Winterhafen war auch ein Teil des Kommandos dieser Einheiten untergebracht:
- Marine-Standortverwaltung
- Marine-Baudienststelle
- Marine-Intendant (Kiel)

Das Kommando selbst, samt Liegeplätzen an der Lände, soll sich in der ehemaligen Marinekaserne an der „Oberen Donaulände“ im Linzer Stadtteil Margarethen befunden haben.
Die Bunker selbst sind als Hochbauanlagen in den Damm integriert und konnten vermutlich wegen eines möglichen Hochwassers der Donau bzw. dem Wasserdruck nicht sehr in den Untergrund vertieft werden. Auf dem Straßenniveau war bis zum Hafenspitz ein Normalspurgleis für die Versorgung der Marineeinrichtungen verlegt.

## Luftangriffe der Alliierten auf Linz
Die Bunkeranlagen in Linz waren erforderlich, weil es zu mehreren Luftangriffen durch die Alliierten kam. Von Juli 1944 bis 25. April 1945 wurde Linz 22-mal bombardiert. Hauptangriffsziel war dabei das Gelände der Hermann-Göring-Werke in Linz. Trotz der Luftschutzvorkehrungen fanden in Linz durch die Bombenangriffe 1944 und 1945 1679 Menschen den Tod.
Beispiele:
- 25. Juli 1944, Angriffe auf Linz (Stahlwerk).
- 16. Oktober 1944, Angriffsziel Benzolherstellung in Linz.
- 4., 11. bis 15., 25., 30. November 1944, Angriffsziel Benzolherstellung in Linz (485 BG[8] und 32 BS[9]).
- 16. Dezember 1944, Angriffsziel Benzolherstellung in Linz.
- 8. Januar 1945, Angriffe auf Linz (South Main Marshalling Yard).
- 20. Januar 1945, Angriffe auf Linz (464 BG).
- 17. Februar 1945, Angriffsziel Benzolherstellung in Linz (32 BS).
- 25. Februar 1945, Angriffe auf Linz und die Benzolherstellung (North Main Marshalling Yard, 485 BG).
- 31. März 1945, Angriffe auf Linz (North Main Marshalling Yard).
- 25. April 1945, Angriffe auf Linz (464 BG) und letzter schwerer Bombenangriff mit Flugzeugen auf Österreich. Am 4. Mai 1945 wird Linz von der Nazidiktatur befreit.

Aus diesem Grund befinden sich diese Vielzahl an Stollen- und Bunkeranlagen in Linz, die als Luftschutzeinrichtungen ab Jahresbeginn 1944 ausgebaut wurden. Zum Teil wurden dafür vorhandene Kelleranlagen genutzt. Sie boten mehr als 20.000 Menschen Schutz bei Flieger-Bombardements.
Bekannte Stollenanlagen in Linz sind z. B.: Cembrankeller, Verbindung Cembrankeller, Kapuzinerkeller (in der Kapuzinerstraße, gegenüber Steingasse), Märzenkeller, Verbindung Märzenkeller, Limonikeller, Sandgassenstollen, Aktien(brau)keller, Jungbauernstollen, Lasingerkeller, Rudolfkeller, Tanklager Margarethen, Turmlager Pöstlingberg, Keller Schweitzerhausgasse, Kapuzinerkeller (unterhalb des Kapuzinerklosters), Kellereien in der Kellergasse, Zentralkeller, Lasingerkeller, Waldkeller und der Schlossbergstollen. Die kilometerlangen unterirdischen Verbindungsgänge zwischen den riesigen Hallenkomplexen der Hermann-Göring-Werke (heute: Voestalpine) sind als Luftschutzstollen ausgebaut bzw. verstärkt. Bekannte Bunkeranlagen sind: Bunkeranlage Andreas-Hofer-Platz (Kapazität: 1120 Personen), der heutige Bernaschek-Platz (420 Personen), Hochbunker Hermann-Göring-Werke (Voestalpine), Hochbunker Hermann-Göring-Werke (Sportplatz Voestalpine).
Die Stollenanlagen waren teilweise bereits zuvor bestehende umfangreiche Wein-, Bier- und Eiskeller, die während der Kriegsjahre ab 1944 zu einem umfangreichen Stollensystem ausgebaut und durch Stollengänge miteinander verbunden wurden.